# Tetragonopterus chalceus
Tetragonopterus chalceus är en fiskart som beskrevs av Johann Baptist von Spix och Agassiz 1829. Tetragonopterus chalceus ingår i släktet Tetragonopterus och familjen Characidae. Inga underarter finns listade i Catalogue of Life.